# Handelskammer Danzig
Die Handelskammer Danzig war die Handelskammer der Stadt Danzig.

## Geschichte
Die Handelskammer Danzig wurde 1812 nach französischem Vorbild durch Gouverneur Jean Rapp gegründet. Erster Präsident wurde Theodosius Christian von Frantzius Mit dem Ende der französischen Besetzung endete jedoch auch die der Handelskammer.
Anfang der 1820er Jahre bildeten sich in nach dem Muster der 1810 in Königsberg gebildeten kaufmännischen Korporation auch in den Städten Berlin, Stettin, Danzig, Memel, Tilsit, Königsberg, Elbing und Magdeburg kaufmännische Korporationen.
Mit dem preußischen Handelskammergesetz von 1870 blieben diese bestehen und waren den Handelskammern gleichgestellt.
Die Abtrennung Danzigs vom Reich als Freie Stadt Danzig gegen den Willen der Bevölkerung schuf eine neue Situation. Durch Statut vom 17. Dezember 1919 bildete sich die Handelskammer zu Danzig, die nun für das ganze Gebiet der Freien Stadt zuständig war. Rechtsgrundlage blieb das preußische Handelskammergesetz vom 24. Februar 1870/19. August 1897. Organ der Handelskammer war die „Danziger Wirtschaftszeitung“. Sitz der Kammer war Hundegasse 10. 1934 erhielt die Handelskammer Danzig den im Reich üblichen Namen einer Industrie- und Handelskammer Danzig.
Nach dem Überfall auf Polen wurde die Freie Stadt Danzig wieder an das Reich angegliedert. In der Zeit des Nationalsozialismus war die Selbstverwaltung der Wirtschaft abgeschafft worden. Die IHK Danzig wurde gleichgeschaltet. Der Kammerpräsident Günther Woermann wurde nun ernannt und die Kammer nach dem Führerprinzip organisiert. 1942 verlor die Kammer den Rest an Eigenständigkeit und wurde in die Gauwirtschaftskammer Danzig-Westpreußen eingegliedert.
Mit der Eroberung Danzigs durch die Rote Armee endete die Arbeit der Kammer. Es wurde stattdessen eine Ausweichstelle der Kammer in Schwerin geschaffen, die jedoch nur vereinzelte Handakten retten konnte. Im Juni 1945 räumten die westlichen Siegermächte Schwerin und übergaben die Stadt der sowjetischen Besatzungsmacht. Eine Fortsetzung der Arbeit in Schwerin war damit nicht möglich geworden, stattdessen wurde eine Abwicklungsstelle bei der IHK Lübeck eingerichtet. Diese versuchte, die Handelsregister und andere Unterlagen zu rekonstruieren. Die Originalunterlagen der Danziger Kammer sind nahezu vollständig zerstört.

## Persönlichkeiten
- Carl William Klawitter, Präsident
- Ernst Plagemann, 1920 Mitglied, 1922 bis 1929 stellvertretender Präsident, 1929 Präsident, dann Ehrenpräsident
- Eduard Bosselmann, Präsident 1930
- Günther Woermann, Präsident 1939 bis 1945 und danach Präsident der Gauwirtschaftskammer
- Friedrich Kühn, Geschäftsführer ab 1941
- Franz Neubauer, Mitglied